# Collegio uninominale Campania 1 - 02 (2020)
Il collegio elettorale uninominale Campania 1 - 02 è un collegio elettorale uninominale della Repubblica Italiana per l'elezione della Camera dei deputati.

## Territorio
Come previsto dalla legge n. 51 del 27 maggio 2019, il collegio è stato definito tramite decreto legislativo all'interno della circoscrizione Campania 1.
È formato da parte del territorio del comune di Napoli: quartieri Avvocata, Bagnoli, Chiaia, Chiaiano, Fuorigrotta, Mercato, Montecalvario, Pendino, Pianura, Porto, Posillipo, San Ferdinando, San Giuseppe, San Lorenzo, Soccavo e Stella.
Il collegio è parte del collegio plurinominale Campania 1 - 01.

## Eletti
| Elezione | Elezione | Deputato     | Partito            |
| -------- | -------- | ------------ | ------------------ |
|          | 2022     | Sergio Costa | Movimento 5 Stelle |

## Dati elettorali

### XIX legislatura
Come previsto dalla legge elettorale, 147 deputati sono eletti con sistema a maggioranza relativa in altrettanti collegi uninominali a turno unico.
| Candidati                                 | Candidati              | Voti    | %     | Liste                          | Voti    | %     |
| ----------------------------------------- | ---------------------- | ------- | ----- | ------------------------------ | ------- | ----- |
|                                           | Sergio Costa ✔️ Eletto | 67 951  | 39,73 | Movimento 5 Stelle             | 67 951  | 39,73 |
|                                           | Luigi Di Maio          | 41 712  | 24,39 | Partito Democratico-IDP        | 27 616  | 16,15 |
| Alleanza Verdi e Sinistra                 | Luigi Di Maio          | 41 712  | 24,39 | 6 336                          | 3,70    |       |
| Impegno Civico - Centro Democratico       | Luigi Di Maio          | 41 712  | 24,39 | 4 071                          | 2,38    |       |
| +Europa                                   | Luigi Di Maio          | 41 712  | 24,39 | 3 689                          | 2,16    |       |
|                                           | Mariarosaria Rossi     | 38 502  | 22,51 | Fratelli d'Italia              | 22 724  | 13,29 |
| Forza Italia                              | Mariarosaria Rossi     | 38 502  | 22,51 | 11 357                         | 6,64    |       |
| Lega per Salvini Premier                  | Mariarosaria Rossi     | 38 502  | 22,51 | 3 533                          | 2,07    |       |
| Noi moderati/Lupi - Toti - Brugnaro - UDC | Mariarosaria Rossi     | 38 502  | 22,51 | 888                            | 0,52    |       |
|                                           | Maria Rosaria Carfagna | 12 139  | 7,10  | Azione - Italia Viva - Calenda | 12 139  | 7,10  |
|                                           | Domenico Ciruzzi       | 6 616   | 3,87  | Unione Popolare                | 6 616   | 3,87  |
|                                           | Francesco Amodeo       | 2 159   | 1,26  | Italexit                       | 2 159   | 1,26  |
|                                           | Rosa Spadafora         | 1 377   | 0,81  | Italia Sovrana e Popolare      | 1 377   | 0,81  |
|                                           | Angela Baiano          | 559     | 0,33  | Noi di Centro – Europeisti     | 559     | 0,33  |
| Totale                                    | Totale                 | 171 015 | 100   |                                | 171 015 | 100   |
|                                           |                        |         |       |                                |         |       |
| Schede bianche                            | Schede bianche         | 995     | 0,57  |                                |         |       |
| Schede nulle                              | Schede nulle           | 3 638   | 2,07  |                                |         |       |
| Votanti                                   | Votanti                | 175 648 | 49,55 |                                |         |       |
| Elettori                                  | Elettori               | 354 501 |       |                                |         |       |